# Oenomys ornatus
Oenomys ornatus (Thomas, 1911) è un roditore della famiglia dei Muridae diffuso nell'Africa occidentale.

## Descrizione
Roditore di piccole dimensioni, con la lunghezza della testa e del corpo tra  mm, la lunghezza della coda tra 180 e 203 mm, la lunghezza del piede tra 31 e 36 mm, la lunghezza delle orecchie tra 18 e 19 mm e un peso fino a 103 g.
Le parti superiori variano dal grigio-verdastro chiaro al bruno-verdastro, con la base dei peli grigia scura e con una banda arancione lungo la linea di demarcazione. Le parti ventrali sono bianche, leggermente cosparse di rossastro. Il muso le zone intorno agli occhi sono fulvo-ocracee. Le orecchie sono grandi, arrotondate e con dei piccoli ciuffi di pelli fulvi lungo il margine interno e rossastre sulla superficie esterna. Il dorso delle zampe è fulvo-ocraceo. Gli arti posteriori e le anche sono giallo-brunastre. La coda è più lunga della testa e del corpo, è scura sopra, giallastra sotto e cosparsa di piccole setole scure. Le femmine hanno un paio di mammelle pettorali e due paia inguinali. Il numero cromosomico è 2n=46.

## Biologia

### Comportamento
È una specie semi-arboricola e notturna.

### Alimentazione
Si nutre di foglie verdi, steli d'erba, germogli, semi e insetti.

## Distribuzione e habitat
Questa specie è diffusa nella Sierra Leone, Guinea sud-orientale, Liberia centro-settentrionale, Costa d'Avorio e Ghana centrali.
Vive nelle zone aperte nelle foreste e nei sottoboschi con densa vegetazione nelle foreste pluviali. Si trova spesso anche in campi coltivati ai bordi di aree forestali.

## Conservazione
La IUCN Red List, considerato il vasto areale, la possibile tolleranza alle modifiche ambientali e la popolazione numerosa, classifica O.ornatus come specie a rischio minimo (Least Concern).